# Clelia Barbieri
Svatá Clelia Barbieri (13. února 1847, San Giovanni in Persiceto – 13. července 1870, Budrie) byla italská řeholnice a zakladatelka kongregace Malých sester Panny Marie Sedmibolestné.

## Život
Narodila se 13. února 1847 v San Giovanni in Persiceto jako syn Giuseppa a Giacinty Nannetti. Když jí bylo osm let, zemřel jí otec na choleru. Od této doby projevovala touhu pomáhat své matce a svým spoluobčanům. Stala se součástí skupiny Operai della Dottrina cristiana.
Přestože cítila touhu po zasvěceném životě, nemohla vstoupit do kláštera pro nedostatek věna, který byl v této době potřeba. S některými přítelkyněmi se rozhodla věnovat druhým, začaly učit dívky, pomáhaly nemocným či vyučovaly chlapce katechismu. Místní farář Don Guidi jim poskytl malý domek před kostelem, který se stal centrem této skupiny.
Skupina se začala nazývat Malé sestry Panny Marie Sedmibolestné.
Zemřela 13. července 1870 na tuberkulózu.

## Proces svatořečení
Roku 1935 byl v boloňské arcidiecézi zahájen její proces svatořečení.
Dne 22. února 1955 papež Pius XII. uznal její hrdinské ctnosti.
Dne 27. října 1968 jí papež Pavel VI. po uznání dvou zázraků na její přímluvu blahořečil.
Dne 11. února 1989 papež Jan Pavel II. uznal zázrak uzdravení na její přímluvu. Svatořečena byla 9. dubna 1989.